# 北京儿童艺术剧院
北京儿童艺术剧院股份有限公司，简称北京儿艺，前身为北京市儿童艺术剧团，是中国北京的一家剧院，是全国第一家转企改制的文化剧院。

## 历史
1986年，北京市儿童艺术剧团成立。2004年1月16日，在李长春的支持下，它转企改制为北京儿童艺术剧院股份有限公司。同年，北京儿艺成立第一届党总支委员会，并被评为“文化产业示范基地”。
2009年它并入北京演艺集团旗下，2010年，该公司在长春、太原、乌鲁木齐、鞍山四地联合其他机构成立儿童剧联盟子公司，后来又扩展到吉林等地。